# Cantón de Orbec
El cantón de Orbec era una división administrativa francesa, que estaba situada en el departamento de Calvados y la región de Baja Normandía.

## Composición
El cantón estaba formado por diecinueve comunas:
- Cernay
- Cerqueux
- Courtonne-les-Deux-Églises
- Familly
- Friardel
- La Chapelle-Yvon
- La Croupte
- La Folletière-Abenon
- La Vespière
- Meulles
- Orbec
- Préaux-Saint-Sébastien
- Saint-Cyr-du-Ronceray
- Saint-Denis-de-Mailloc
- Saint-Julien-de-Mailloc
- Saint-Martin-de-Bienfaite-la-Cressonnière
- Saint-Martin-de-Mailloc
- Saint-Pierre-de-Mailloc
- Tordouet

## Supresión del cantón de Orbec
En aplicación del Decreto n.º 2014-160 de 17 de febrero de 2014, el cantón de Orbec fue suprimido el 22 de marzo de 2015 y sus 19 comunas pasaron a formar parte; diecisiete del nuevo cantón de Livarot, una del nuevo cantón de Lisieux y una del nuevo cantón de Mézidon-Canon.